# 卡略萨德塞古拉
卡略萨德塞古拉（西班牙語：Callosa de Segura），是西班牙巴伦西亚自治区阿利坎特省的一个市镇。总面积25km2，总人口15805人（2001年），人口密度632人/km2。

## 友好城市
- 法國 索米耶尔